# Chrzanów (Basse-Silésie)
Pour les articles homonymes, voir Chrzanów (homonymie).
Chrzanów est une localité polonaise de la gmina de Kobierzyce, située dans le powiat de Wrocław en voïvodie de Basse-Silésie.